# Jo Longhurst
Jo Longhurst es una artista y fotógrafa del Reino Unido.  Ella es el ganador del premio de "Canadian 2012 Grange Prize" (el premio de Grange de Canada de 2012).Ella fue la artista en residencia para la galería de arte de Ontario de Noviembre a diciembre de 2012. 

## Primeros años y educación
Longhurst nació en Essex, Reino Unido. Obtuvo un doctorado en el Royal College of Art.

## Carrera
Longhurst es conocido por sus fotos de gimnastasde lo que ella exhibió a una exhibición que se llama Other Spaces (Espacios Otros), y también su exhibición de fotos de Show dogs lo que ella se llama The Refusal (El Rechazo).Sus obras han sido expuestas en Reino Unido y en Europa.